# Nizko barje
Nizko barje nastane z zamočvirjenem stoječih voda od obrežja proti sredini in s trajno ali občasno poplavljenostjo nekaj kopnih predelov. Nizka barja nastajajo na povirnih krajih v globelih s trajno ali občasno stoječo vodo in na krajih z visoko podtalno vodo. 
Nizko barje je barje, za katero je značilna minerotrofnost. Zaradi tega so nizka barja bogatejša s hranili kot visoka barja. Rastline nizkega barja imajo stik s hranili bogato podtalnico. Zaraščajo ga šaši in ostričevke (Cyperaceae) in kjer znaša pH od 5 do 6.5, se lahko z nadaljnjim zakopnjevanjem razvije jelšev gozd ali travišče. Pri obilici vode pa se razvije visoko barje.

## Ogroženost
Zaradi osuševanja in namakanja (intenzivno kmetijstvo) so to najbolj ogroženi vodni ekosistemi.